# 's-Hertogenbosch
's-Hertogenbosch hay là Den Bosch là một khu vực đô thị, tỉnh lị của tỉnh Noord-Brabant, Hà Lan. Khu đô thị được thành lập năm 1185. Các thành phố lệ thuộc 's-Hertogenbosch gồm có Rosmalen, Empel, Engelen, Bokhoven, Hintham, Kruisstraat và Maliskamp. Dân số Den Bosch năm 2007 là 136 499 người.
Đầu thế kỷ 19, 's-Hertogenbosch từng là thủ phủ của tỉnh Bouches-du-Rhin (tiếng Hà Lan: Monden van de Rijn) thuộc Đệ nhất đế chế của Pháp. Trong thời gian Thế chiến thứ hai, gần 's-Hertogenbosch còn có một trong rất ít những trại tập trung nằm ngoài Đức và Áo. Từ tháng 1 năm 1943 tới tháng 9 năm 1944, đã có khoảng 30 ngàn tù nhân bị giam giữ ở đây.
Trong thế kỷ 20, 's-Hertogenbosch hai lần được mở rộng. Lần thứ nhất vào năm 1971, các xã Empel en Meerwijk và Engelen được nhập vào thị xã. Lần thứ hai vào năm 1996, 's-Hertogenbosch tiếp tục sáp nhập Rosmalen. Hiện nay thị xã có diện tích 91,26 km², mật độ dân số 1 588 người / km².

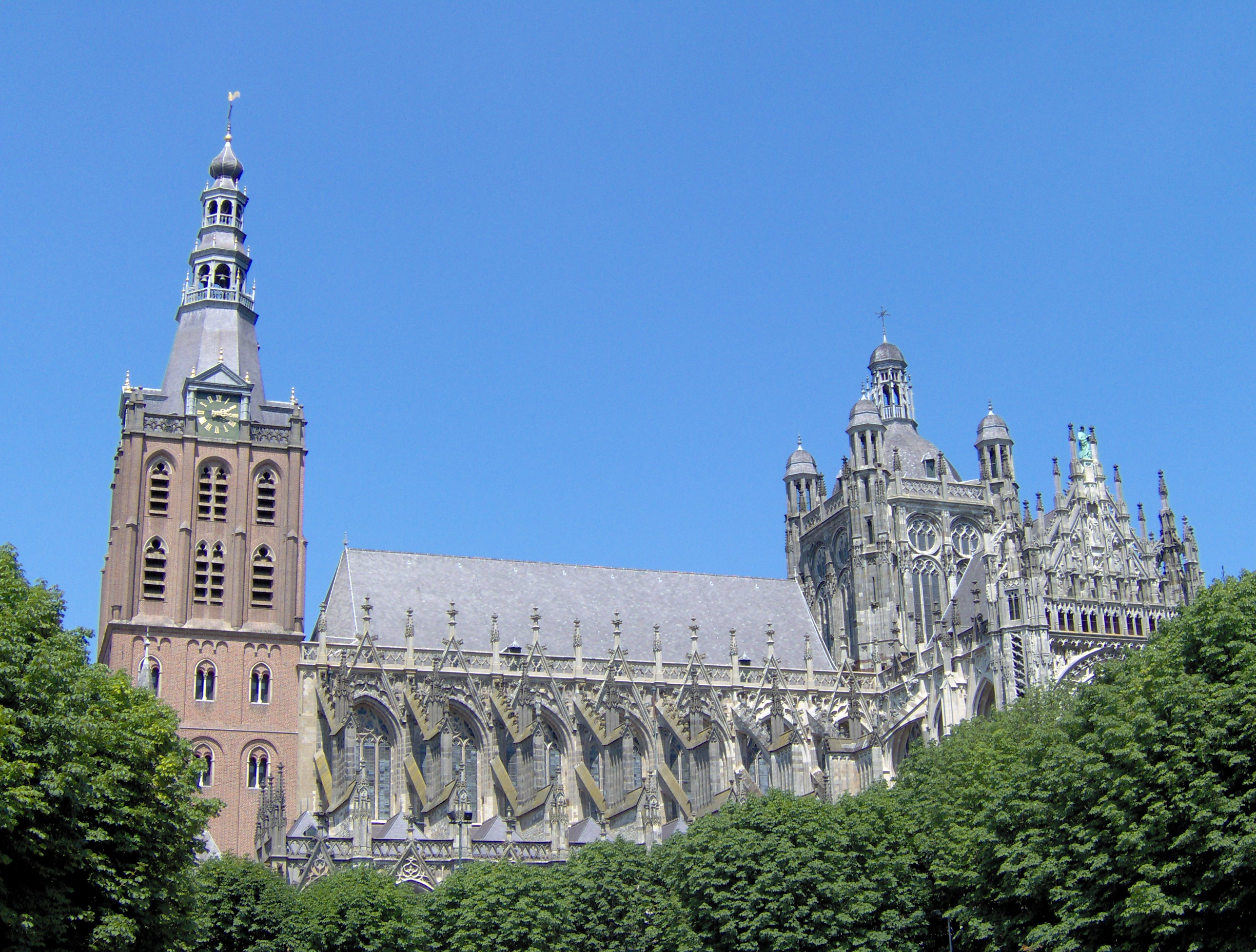
Nhà thờ Sint-Janskathedraal, một công trình kiến trúc gothic tiêu biểu của Hà Lan

## Các nhân vật nổi tiếng
- Willem Jacob 's Gravesande (1688 - 1742), nhà vật lý
- Christiaan Cornelissen (1864 - 1942), người lãnh đạo công đoàn